# High Speed LAN Instrument Protocol
High Speed LAN Instrument Protocol (HiSLIP) – protokół oparty na TCP/IP służący do komunikacji pomiędzy komputerami a urządzeniami pomiarowymi i laboratoryjnymi (np. mierniki, oscyloskopy, zasilacze laboratoryjne). Od wersji 1.4 standardu „LAN eXtensions for Instrumentation (LXI)” HiSLIP jest to rekomendowany sposób podłączania urządzeń przez sieć LAN.

## Historia
Protokół HiSLIP został opracowany w 2011r przez IVI Foundation jako zamiennik i rozwinięcie standardu VXI-11.

## Relacja do innych standardów
Standard wywodzi się ze starszego standardu VXI-11. Standard VXI-11 był pierwszym standardem którego celem było przesyłanie komend GPIB (IEEE-488) przez sieć LAN. Używał on z kolei protokołu Open Network Computing Remote Procedure Call opracowanego przez firmę Sun Microsystems. Bazą dla nawiązywania połączenia są sesje TCP/IP.
Standard nie definiuje tego jakie informacje są przesyłane pomiędzy urządzeniem pomiarowym a komputerem. To jest pozostawione protokołom wyższego rzędu.

## Użycie
Podobnie jak VXI-11, HiSLIP rzadko używany jest bezpośrednio w aplikacjach laboratoryjnych. Zamiast tego aplikacje te odwołują się urządzeń podłączonych przez Ethernet używających HiSLIP poprzez biblioteki implementujące standard VISA API Virtual Instrument Software Architecture (VISA), lub biblioteki jeszcze wyższego poziomu – np. sterowniki IVI. Każda implementacja API VISA zawiera obsługę HiSLIP.